# 東京韓国学校
東京韓国学校（とうきょうかんこくがっこう、동경한국학교）は、東京都新宿区にある韓国学校。
各種学校となっている。

## 概要
在日韓国人や日本に駐在するニューカマーの韓国人ビジネスマンの子弟が通う学校である。在日本大韓民国民団が設立を主導した経緯から日本国内における韓国の民族教育を担う中心的役割を持っており、韓国の歴史観と国家観に合わせた教育を行っており、教育カリキュラムは概ね韓国の一般的な学校と同じものである。このため本校は、日本の学習指導要領と文部科学省検定済教科書に縛られずに教育ができる「各種学校」という位置づけである。
なお、学校名は朝鮮語から直訳した「동경한국학교」が正式な表記ではあるが、「東京」のみ日本語読みとした「도쿄한국학교」が使われることがある。

## 生徒の構成
当初は東京、及びその周辺に居住する在日韓国人子弟の教育機関として設立されたが、在日韓国人社会の高学歴化と民族教育への関心低下が進むと同時に、日韓の高度経済成長と政治経済交流の活発化による韓国からの駐在員、留学生、定住者の子弟が増大することで、年々、在日韓国人子弟の生徒数の割合が減少し、韓国からの一時滞在者子弟の生徒数が増加していた。しかし、近年は初等部における日韓英トリリンガル教育、民団や理事会等による在日韓国人子弟への積極的な広報活動などにより、在日韓国人子弟の在籍数が再び増える傾向にあり、入学希望者が定員を大幅に超過して入学待機生徒が数十人に及ぶ学年もあるという。
2013年時点の総生徒数は1185人で、小学校が654人、中学校が288人、高等学校が243人である。韓国企業や公館駐在員子弟などの数年で韓国に帰国する一時滞在者の子弟が30%、残り67%が特別永住者や一般永住者、定住者や長期滞在者の子弟である。一部の生徒の親は有名人や大企業の会長ということもあり、学校に寄付をする人もいる。
アメリカやヨーロッパなど各地からの韓国人生徒も在学し、トリリンガル教育の成果もあって一般の日本人生と比べて英語が身についている生徒が多いとされる。

## 進学先
高等部卒業後、大学に進学する者が多い。大学の進学先は大半が韓国で、日本の大学に進学するものは少数派である。韓国の大学としては、ソウル大学やヨンセ大学に進学する学生を毎年多数輩出している。日本の大学の場合、一般入試とは別に外国人入試という枠で早稲田大学や上智大学、MARCHへ進学する生徒が多い。

## 教職員
教職員の数は80人。韓国経済の動向に合わせてニューカマー子弟の生徒数が増減するが、これと同時に教員の構成（在日・定住者・韓国政府派遣など）の比率も変化している。一時滞在者の子弟の増加により設立当初の在日韓国人子弟に向けた民族学校という特色が薄くなっているが、学校法人の理事会は引き続き在日韓国人を中心として構成されている。

## 沿革
- 1954年 - 民団中央本部の建物と共用で開校、当初は初・中等部のみ
- 1955年 - 各種学校として認可
- 1956年 - 高等部を設置
- 1962年 - 韓国から正式な学校と認められる
- 1991年 - 新校舎完成
- 1993年 - 土曜学校(韓国文化・韓国語教室)開設
- 2004年 - 創立50年を迎える
- 2010年 - 初等部校舎増築
- 2011年 - 初等部の図書館を改装

## 初等部
2017年4月現在、18学級707名が在籍。通学所要時間は30分～1時間が最も多く、2時間以上かけて通っている生徒もいる。出生地は韓国：日本＝4:3で、日本国籍などの外国人は15名。
同胞子女、長期滞在を予定としている学生が集うため、入学前に朝鮮語の特別指導を実施している。
- TKS Elementary English Division
- English Library 図書館

## 中・高等部
教育
約600人の学生が在学中。韓国式教育課程と日本式教育課程に分かれて授業を受けている。中高部は運動会と文化祭が1年おきに交代して行われている。また、2年に1回、新宿文化センターなどで音楽会が行われている。

部活動
- 舞踊
- バンド
- オーケストラ
- 男子バスケットボール
- 女子バスケットボール
- バレーボール
- テニス
- ゴルフ
- 美術
- 合唱
- ボランテイア
- メディア

## 出身者
- 宮下順子(女優)[5][6]
- 金宣兒（キム・ソナ、女優）[要出典]
- 李國秀（元東京ヴェルディ1969総監督）
- 趙治勲（囲碁）
- 田中成奉（本名・姜在定、実業家）[7]

## アクセス
- 〒162－0056 東京都新宿区若松町2-1
- 東京都営大江戸線 若松河田駅 下車 徒歩 5分
- 東京都営新宿線 曙橋駅 下車 徒歩 8分
- 都バス（秋76）新宿車庫・新宿駅西口・飯田橋・水道橋・若松町 東京女子医大前 下車 徒步 1分
- 都バス（宿74）新宿駅西口・若松町 東京女子医大前 下車 徒步 1分
- 都バス（早81）渋谷駅前・四谷三丁目・早大正門・若松町 東京女子医大前 下車 徒步 1分
- 都バス（橋63）新橋駅前・麹町三丁目・市谷・若松町 下車 徒步 4分

## 関連文献
- 田端 広英. "同じアジアの小学生は、どのように英語を学ぼうとしているのか 東京韓国学校での「英語活動」の取り組み (特集2 新世紀シリーズ企画/学校に何ができるか(3)小学校の「英語活動」--そのヒント)" 総合教育技術 56(7), 58-61, 2001-08. 小学館. See profile at CiNii.
- 朴 貞玉. "日本におけるニューカマー韓国人の子どもに対する教育戦略 : 東京韓国学校と日本の公立学校の違い (第43回日本言語文化学研究会)." 言語文化と日本語教育 (43), 86-89, 2012-07. お茶の水女子大学日本言語文化学研究会. See profile at CiNii.
- 2010年に都立池袋商業高校跡地をフランス政府に約41億5000万円で売却。敷地面積は約2万1000平方m。年間借地料は約4300万円。